# Rendezvous (album)
Pour les articles homonymes, voir Rendez-vous.
Albums de Sandy Denny
Like an Old Fashioned Waltz
(1974) Who Knows Where the Time Goes?
(1985)
Singles
1. Candle in the Wind / Still Waters Run Deep
Sortie : 1977

Rendezvous est le quatrième et dernier album solo de l'autrice-compositrice-interprète britannique Sandy Denny. Il est sorti en 1977 sur le label Island Records.

## Fiche technique

### Chansons
Toutes les chansons sont écrites et composées par Sandy Denny, sauf mention contraire.
| 1. | I Wish I Was a Fool for You (For Shame of Doing Wrong) | Richard Thompson          | 4:25 |
| 2. | Gold Dust                                              |                           | 3:54 |
| 3. | Candle in the Wind                                     | Elton John, Bernie Taupin | 4:08 |
| 4. | Take Me Away                                           |                           | 4:23 |
| 5. | One Way Donkey Ride                                    |                           | 3:34 |

| 6. | I'm a Dreamer                     |                                 | 4:45 |
| 7. | All Our Days                      |                                 | 7:25 |
| 8. | Silver Threads and Golden Needles | Jack Rhodes (en), Dick Reynolds | 3:40 |
| 9. | No More Sad Refrains              |                                 | 2:48 |

### Musiciens
- Sandy Denny : chant, guitare acoustique, piano
- Jerry Donahue : guitare électrique
- Junior Murvin : guitare électrique
- Richard Thompson : guitare électrique
- Bob Weston : guitare électrique
- Trevor Lucas : guitare acoustique
- John Bundrick : orgue, synthétiseur, piano
- Steve Winwood : orgue, clavinet, piano, piano électrique
- John Gillespie : piano
- Pat Donaldson : basse
- Dave Pegg : basse
- Dave Mattacks : batterie, tambourin
- Timi Donald : batterie
- Brother James : congas
- Dick Cuthell (en) : bugle
- Benny Gallagher, Graham Lyle, Sue Glover, Sunny Leslie, Kay Garner, Clare Torry, The Ladybirds : chœurs
- Harry Robinson : arrangement des cordes
- Steve Gregory (en) : arrangements des cuivres
- Robert Kirby (en) : arrangements

### Équipe de production
- Trevor Lucas : producteur
- John Wood (en) : ingénieur du son
- Dave Jordan : ingénieur du son assistant
- Bloomfield/Travis : pochette